# Philipp Kurashev
Philipp Kurashev, ryska: Филипп Константинович Курашёв, transkribering till svenska: Filipp Konstantinovitj Kurasjov, född 12 oktober 1999, är en schweizisk-rysk professionell ishockeyforward som spelar för Chicago Blackhawks i National Hockey League (NHL).
Han har tidigare spelat för HC Lugano i National League (NL); Rockford Icehogs i American Hockey League (AHL) samt Remparts de Québec i Ligue de hockey junior majeur du Québec (LHJMQ).
Kurashev draftades av Chicago Blackhawks i fjärde rundan i 2018 års draft som 120:e spelare totalt.
Hans far Konstantin Kurasjov spelade också ishockey och spelade som proffs i Sovjetunionen, Österrike och Schweiz.

## Statistik
| 2016–2017    | Remparts de Québec | LHJMQ        | 65  | 21 | 33  | 54  | 10 | 4  | 1 | 2  | 3  | 2  |
| 2017–2018    | Remparts de Québec | LHJMQ        | 59  | 19 | 41  | 60  | 24 | 6  | 1 | 4  | 5  | 6  |
| 2018–2019    | Remparts de Québec | LHJMQ        | 59  | 29 | 36  | 65  | 33 | 7  | 1 | 4  | 5  | 8  |
|              | Rockford Icehogs   | AHL          | 3   | 0  | 0   | 0   | 0  | —  | — | —  | —  | —  |
| 2019–2020    | Rockford Icehogs   | AHL          | 36  | 7  | 12  | 19  | 8  | —  | — | —  | —  | —  |
| 2020–2021    | Chicago Blackhawks | NHL          | 54  | 8  | 8   | 16  | 12 | —  | — | —  | —  | —  |
|              | HC Lugano          | NL           | 13  | 0  | 9   | 9   | 0  | —  | — | —  | —  | —  |
| 2021–2022    | Chicago Blackhawks | NHL          | 67  | 6  | 15  | 21  | 12 | —  | — | —  | —  | —  |
|              | Rockford Icehogs   | AHL          | 3   | 2  | 1   | 3   | 0  | —  | — | —  | —  | —  |
| 2022–2023    | Chicago Blackhawks | NHL          | 70  | 9  | 16  | 25  | 14 | —  | — | —  | —  | —  |
| 2023–2024    | Chicago Blackhawks | NHL          | 75  | 18 | 36  | 54  | 23 | —  | — | —  | —  | —  |
| 2024–2025    | Chicago Blackhawks | NHL          | 32  | 4  | 3   | 7   | 12 | —  | — | —  | —  | —  |
| NHL totalt   | NHL totalt         | NHL totalt   | 298 | 45 | 78  | 123 | 73 | —  | — | —  | —  | —  |
| AHL totalt   | AHL totalt         | AHL totalt   | 42  | 9  | 13  | 22  | 8  | —  | — | —  | —  | —  |
| LHJMQ totalt | LHJMQ totalt       | LHJMQ totalt | 183 | 69 | 110 | 179 | 67 | 17 | 3 | 10 | 13 | 16 |

### Internationellt
| Källa: Uppdaterad: 2025-01-24 | Källa: Uppdaterad: 2025-01-24 | Källa: Uppdaterad: 2025-01-24 |         | Utv = Utvisningsminuter | Utv = Utvisningsminuter | Utv = Utvisningsminuter | Utv = Utvisningsminuter | Utv = Utvisningsminuter |
| År                            | Lag                           | Mästerskap                    | Matcher | Mål                     | Assists                 | Poäng                   | Utv                     |                         |
| ----------------------------- | ----------------------------- | ----------------------------- | ------- | ----------------------- | ----------------------- | ----------------------- | ----------------------- | ----------------------- |
| 2016                          | Schweiz                       | U18-VM                        | 5       | 1                       | 1                       | 2                       | 4                       |                         |
| 2016                          | Schweiz                       | Ivan Hlinka                   | 4       | 0                       | 0                       | 0                       | 0                       |                         |
| 2017                          | Schweiz                       | U18-VM                        | 5       | 3                       | 1                       | 4                       | 2                       |                         |
| 2018                          | Schweiz                       | JVM                           | 5       | 1                       | 2                       | 3                       | 2                       |                         |
| 2019                          | Schweiz                       | JVM                           | 7       | 6                       | 1                       | 7                       | 4                       |                         |
| 2019                          | Schweiz                       | VM                            | 8       | 1                       | 3                       | 4                       | 4                       |                         |
| 2021                          | Schweiz                       | VM                            | 8       | 1                       | 4                       | 5                       | 14                      |                         |
| 2022                          | Schweiz                       | VM                            | 8       | 1                       | 3                       | 4                       | 0                       |                         |
| 2024                          | Schweiz                       | VM                            | 8       | 0                       | 2                       | 2                       | 6                       |                         |
| Junior totalt                 | Junior totalt                 | Junior totalt                 | 26      | 11                      | 5                       | 16                      | 14                      |                         |
| Senior totalt                 | Senior totalt                 | Senior totalt                 | 32      | 3                       | 12                      | 15                      | 24                      |                         |